# Гельд, Адольф Адамович
Не следует путать с немецким экономистом Адольфом Гельдом.
Адо́льф Ада́мович Ге́льд (1777—1839) — генерал-майор русской армейской кавалерии, участник Наполеоновских войн — герой войны Четвёртой коалиции, Отечественной войны 1812 года и войны Шестой коалиции. Кавалер ордена св. Георгия 4-й степени.
Участник Русско-турецкой войны 1828—1829 гг. и подавления польского восстания 1831 года. Начальник Оренбургского казачьего войска, военный комендант Оренбурга в 1835—1839 гг.

## Биография
Адольф Гельд родился в 1777 году, происходил из остзейских дворян. В 1795 года начал службу в лейб-гвардии Семеновском полку капралом.

#### Каргопольский драгунский полк. Наполеоновские войны
Офицерскую службу начал в 1796 году прапорщиком армейской кавалерии в Каргопольском драгунском полку. В нём Гельд прослужил следующие 24 года, пройдя к 1820 путь от прапорщика до полковника. Принимал с полком участие во всех войнах с Наполеоном, начиная со Швейцарского походе Суворова — и заканчивая выдвижением русской армии в Европу во время «Ста дней».  С 1802 года — поручик. Был командирован в Санкт-Петербург на мызу Стрельна «для узнания порядка службы».
В войне Четвёртой коалиции отличился при Пултуске, Прейсиш-Эйлау, Гейльсберге и Фридланде. С 1808 года — штабс-капитан, с 1809 года — капитан.

В Отечественной войне 1812 года — в сражениях при Вязьме, за которое удостоен ордена св. Владимира 4-й степени 
за отличные подвиги и храбрость под Вязьмою.

Отличился в сражении при Красном, возглавив успешную атаку дивизиона полка на французскую артиллерийскую батарею, прославленную на картине художника Самокиша. Был за этот бой представлен к награждению орденом св. Георгия IV-й степени 
за отличную храбрость и взятие орудий у неприятеля,
однако получил только орден св. Анны 2-й степени. С 1812 года — майор.

В Заграничных походах русской армии участвовал в битвах при Бауцене, на реке Кацбах — где полк получил отличие, при Фер-Шампенуазе, и — во взятии Парижа. Подполковник с 1814 года за отличие при Фер-Шампенуазе: 
за храбрость при разбитии неприятельских колонн.
26 ноября 1816 года награждён орденом св. Георгия 4-й степени за 25 лет беспорочной службы.
Полковник с 25 июля 1820 года, переведён в Ингерманландский драгунский полк.

#### Полковой командир Ингерманландского драгунского/гусарского полка. Русско-турецкая война 1828—1829 гг.
Около трёх лет оставался младшим полковником Ингерманландского драгунского полка, 23 марта 1823 года был назначен его командиром. Восстановил порядок в полку после долговременных неурядиц 1817—1822 гг., охарактеризован в истории полка как опытный боевой и строевой командир, а также — как человек чрезвычайной порядочности и неподкупной честности. В 1826 «получил Высочайшее благоволение», в том же году командовал переводом полка из драгун в гусары. С гусарским уже полком принял участие в русско-турецкой войне 1828—1829 гг. С 14 апреля 1829 года — генерал-майор за отличие, назначен состоять по кавалерии.

#### Бригадный командир конных егерей. Подавление польского восстания 1831 года
В 1831 году принял командование 2-й бригадой конно-егерской дивизии[уточнить]. Во главе бригады участвовал в подавлении польского восстания 1830—1831 гг.

#### На Оренбургской линии
По расформировании конных егерей в 1833 году, с 1834 года командовал Оренбургским казачьим войском. Состоя с 1835 года при оренбургском военном губернаторе, восстановил ликвидированное при Сухтелене разделение Оренбургской пограничной линии на дистанции. С ноября 1835 года — комендант Оренбургской крепости.

## Личные качества
Будучи человеком выдающихся боевых и нравственных качеств, не говоря о безупречном поведении, Гельд — по воспоминаниям его подчинённого-сослуживца по 1-му эскадрону Каргопольского драгунского полка, будущего генерала от кавалерии Василия Богушевского, — был «шалун»: всегда готовый на проказы, скорый на выдумки и чрезвычайно остроумный. Иногда эти выдумки были довольно рискованными, а порой — и жестокими. Так, в 1809 году на эскадронной стоянке в Эстляндии, томимый зимней скукой, Гельд выдумал «для развлечения» пить за обедом водку со своими офицерами — ни одному из них не было ещё и восемнадцати лет, и только вмешательство Петра Богушевского спасло молодёжь от алкоголизма, хотя один из молодых офицеров, немец Фок, и умер в результате этого происшествия. В другой раз, в 1812 году, знакомый Гельду граф Плятер — отец известной Эмилии, провожал русские войска, отступавшие из Вильны под натиском Великой армии Наполеона, аплодисментами и возгласами «скатертью дорожка» с балкона собственного особняка. За это Гельд приказал выстрелить в него, отчего последний немедленно скрылся в доме.

## Награды
- Крест «За победу при Прейсиш-Эйлау» (1807)
- Орден Святого Владимира 4-й степени с бантом (1812)
- Орден Святой Анны 4-й степени (1812)
- Медаль «В память Отечественной войны 1812 года» (1812)
- Медаль «За взятие Парижа» (1814)
- Орден Святого Георгия 4-й степени за 25 лет выслуги (1816)
- Знак отличия за военное достоинство 2-й степени (1831)